# Taraxacum guttigestans
Taraxacum guttigestans — вид квіткових рослин з родини айстрових (Asteraceae). Вид зростає в Європі: Данія, Німеччина, Польща, Чехія, Словаччина; це багаторічна рослина помірних біомів.